# The Hill
The Hill és una pel·lícula bèl·lica dramàtica de presons britànica de 1965 dirigida per Sidney Lumet i distribuïda per Metro-Goldwyn-Mayer. Descriu les lluites de poder físiques i psicològiques d'una presó militar britànica al nord d'Àfrica, cap al final de la Segona Guerra Mundial. El títol fa referència a un gran monticle que els presoners han d'escalar repetidament. La pel·lícula és protagonitzada per Sean Connery, Harry Andrews, Ian Bannen, Ossie Davis, Ian Hendry, Alfred Lynch, Roy Kinnear i Michael Redgrave.
La pel·lícula es va estrenar al Festival de Cannes de 1965, on va guanyar el premi al millor guió (per a Ray Rigby). Va ser nominada a sis premis BAFTA, incloent-hi el de Millor Pel·lícula i Millor Pel·lícula Britànica, i va guanyar el de Millor Fotografia (per a Oswald Morris). L'actuació de Harry Andrews va ser nominada al millor actor britànic i va guanyar el premi del National Board of Review al millor actor secundari.

## Argument
Aquesta pel·lícula (britànica però dirigida per un estatunidenc) segueix l'evolució psicològica de cinc homes, enfrontats a perpetus «exercicis» vans, sota la gaiata d'un sotsoficial sàdic. El Pujol dels homes perduts  denuncia aquest abús de poder i la pretesa «teràpia» a la qual són sotmesos els soldats rebels a la jerarquia militar (l'organització del qual és igualment denunciada). La pel·lícula, eficaç i sense concessions, dona a Sean Connery un paper als antípodes dels seus James Bond contemporanis.
Durant la Segona Guerra Mundial, en un camp disciplinari del Regne Unit en ple desert de Líbia, s'aixeca un pujol artificial construït pels presoners que l'han de pujar i baixar sota el sol, vigilats pel sergent Williams que s'hi delecta...

## Repartiment
- Sean Connery: Joe Roberts
- Harry Andrews: Ajudant del cap Bert Wilson
- Ian Bannen: Sergent Charlie Harris
- Alfred Lynch: George Stevens
- Ossie Davis: Jacko King
- Roy Kinnear: Monty Bartlett
- Jack Watson: Jock McGrath
- Ian Hendry: Sergent Williams
- Michael Redgrave: Capità-metge
- Norman Bird: Comandant del sector
- Neil McCarthy: Burton
- Howard Goorney: Walters
- Tony Caunter: Martin